# Lohagara Upazila, Chittagong
Lohagara är ett underdistrikt i Bangladesh. Det ligger i den sydöstra delen av landet, 260 km sydost om huvudstaden Dhaka.
I omgivningarna runt Lohagara växer huvudsakligen savannskog. Runt Lohagara är det tätbefolkat, med 709 invånare per kvadratkilometer.